# Liste der Ehrenbürger von Lauf an der Pegnitz
Die Ehrenbürgerwürde ist die höchste Auszeichnung, die die Stadt Lauf an der Pegnitz zu vergeben hat. Rechtsgrundlage ist die jeweils gültige Gemeindeordnung. Die Ehrenbürgerschaft ist eine ideelle Auszeichnung ohne jedwede materielle Vergünstigungen. Daneben vergibt die Stadt eine Goldene Bürgermedaille.
Es wurden folgende Personen zu Ehrenbürgern ernannt. Drei weitere verliehene Ehrenbürgerschaften wurden 1945 wegen aktiver Unterstützung des NS-Regimes wieder aberkannt.
Hinweis: Die Auflistung erfolgt chronologisch nach Datum der Zuerkennung. Die Liste ist nach 1962 vermutlich nicht vollständig.

## Die Ehrenbürger der Stadt Lauf a.d.Pegnitz
1. August Barth (* 1869; † 1918)
Kaufmann
Barth wurde die Ehrenbürgerschaft 1917 in Würdigung seiner Verdienste als langjähriger Vorstand des Gemeindekollegiums der Stadt zuerkannt.
2. Gottlieb Eckert (* 1845; † 1920)
Bürgermeister
Eckert war von 1895 bis 1919 Bürgermeister der Stadt. In Würdigung seiner Verdienste wurde er 1919 zum Ehrenbürger ernannt.
3. Daniel Schönleben (* 1860; † 1945)
Oberlehrer
Mit der Verleihung der Ehrenbürgerschaft würdigte die Stadt seine Verdienste um den Auf- und Ausbau des historischen Kunigundenfestes.
4. Otto Weigmann (* 1873; † 1940)
Kunsthistoriker, Direktor der Staatlichen Graphischen Sammlung in München
Verleihung am 30. Mai 1937
Weigmann wurde in Anerkennung seiner graphisch zum Ausdruck gebrachten Heimattreue und seines Opfersinns durch Schenkung seiner 400 Blätter umfassenden Norimbergensia-Sammlung die Ehrenbürgerschaft verliehen.
5. Hans Kohl (* 1875; † 1959)
Stadtamtmann
Verleihung am 24. Januar 1949
Die Verleihung erfolgte in Anerkennung seiner Leistungen und Verdienste als Verwaltungsbeamter der Stadt.
6. Karlfritz Petersen (* 1903; † 1967)
Fabrikdirektor
Verleihung am 23. Januar 1962
Petersen war Vorstand der in Lauf ansässigen Fa. Steatit-Magnesia AG, einen führenden keramischen Industriebetrieb. Mit der Ernennung zum Ehrenbürger wurden seine Verdienste um die sozialen Belange der Stadt gewürdigt.
7. Karl-Ludwig Völker (* 1893; † 1976)
Prakt. Arzt
Verleihung am 14. April 1973
Völker wurde in Anerkennung seiner Verdienste um die hilfsbedürftigen Menschen in Lauf a.d. Pegnitz und stellvertretend für eine Ärzteschaft, die sich in selbstlosem Einsatz der Einwohnerschaft widmet, die Ehrenbürgerschaft verliehen.
8. Rüdiger Pompl (* 1944)
Bürgermeister
Verleihung am 24. Juni 2015
Pompl war von 1979 bis 2008 Bürgermeister der Stadt. Die Ehrenbürgerschaft wurde ihm für sein außerordentliches kommunalpolitisches Engagement verliehen. Pompl wurde außerdem mit der bayerischen Verfassungsmedaille ausgezeichnet und ist Träger des Bundesverdienstkreuzes am Bande.

## Quelle
- Karlheinz Spielmann: Ehrenbürger und Ehrungen in der Bundesrepublik. 1965
- Stadtverwaltung Lauf a.d. Pegnitz